# Alsterworthia International
Alsterworthia Internacional és una revista d'ampli abast amb il·lustracions i descripcions botàniques, principalment per als gèneres Aloe, Gasteria, Haworthia (inclosos Haworthiopsis, Tulista i Astroloba), petits gèneres relacionats, notogènere, cultivars. Es tracten tots els temes rellevants, inclosos els estudis sobre hàbitat, laboratori i hivernacle; cultiu i propagació; taxonomia; espècies pures, híbrids i cultivars; plagues i malalties; informació important publicada en revistes i llibres no fàcilment disponible; història; personalitats i molt més; i que és editada des de principis del 2001 i es publica al març, juliol i novembre de cada any.

## El nom
El nom es compon de parts dels noms de tres dels gèneres més populars. ALoe gaSTERia haWORTHIA = Alsterworthia International significa la naturalesa internacional de la revista.

## Números especials d'Alsterworthia International
El tema dels números especials és àmpliament similar al de les revistes, però els articles són generalment més extensos. Els números especials també s'adapten millor a les reimpressions d'articles científics, que no estan tan fàcilment disponibles per al públic. Alguns articles importants publicats en parts en diferents revistes també es publiquen junts com a números especials per a no membres.

## Representants honoraris d'Alsterworthia International
Alsterworthia International té 12 representants en onze països.